# Risoluzione (metrologia)
La risoluzione  (o leggibilità) è la più piccola variazione che uno strumento permette di apprezzare.
Esempio:
se si definisce che una misura di tensione ha una risoluzione di 0,1 V, significa che nella lettura si può leggere una tensione elettrica, apprezzando variazioni del suo valore maggiori o uguali a 0,1 V.
La risoluzione costituisce di fatto il limite inferiore di suddivisione della scala di misura entro il quale ha ancora senso definire un valore di lettura.
Esempio:
- si può dire di aver letto 10,5 V, con un sistema di misura avente risoluzione di 0,1 V (o 0,5 V);
- non ha senso dire di aver letto 10,5 V, con un sistema di misura avente risoluzione di 1 V.

## Unità di formato e risoluzione
Nell'uso comune, si fa coincidere la risoluzione con il valore dell'unità di formato dello strumento di misura (la minima gradazione di una scala graduata). Esempio:
un righello da 20 cm dotato di tacche con passo di gradazione da 1 mm, viene comunemente definito un righello con risoluzione di 1 mm.
Questa facile approssimazione non è però accettabile in ambito metrologico, dove la distinzione non è solo concettuale, ma anche pratica. Voler applicare forzosamente quest'approssimazione può comportare errori significativi.
Un errore ancora molto comune (e molto più grave) in ambiti quotidiani è quello di ritenere la precisione della misura pari al valore della risoluzione dello strumento, dove per "risoluzione" ancora si intende l'unità di formato dello strumento. La precisione di una misura dipende da una molteplicità di fattori, di cui la risoluzione è solo un elemento.

## Limitazioni alla risoluzione
Sebbene una misura ideale dovrebbe avere una risoluzione infinita (vale a dire rivelare anche infinitesime variazioni del misurando), nelle misure reali si presentano molte limitazioni. Queste si possono dividere in tre grandi categorie:
- strumentali;
- di lettura;
- del misurando.

### Limitazioni strumentali
Le limitazioni strumentali sono quelle che derivano dalla struttura interna dello strumento di misura e che ne limita la capacità a reagire a piccole variazioni del misurando. Le fonti di queste limitazioni sono il principio di funzionamento, la struttura fisica o la perfezione nella realizzazione; esempio:
- presenza di rumori di fondo dell'elettronica impiegata;
- bloccaggio per l'attrito sui componenti mobili;
- deformazione e inerzia di parti mobili;
- discretizzazione dei segnali da parte di componenti elettronici digitali.

### Limitazioni di lettura
Le limitazioni di lettura sono quelle che derivano dalla capacità di leggere le piccole variazioni sul visualizzatore dello strumento di misura. Le fonti di queste limitazioni dipendono sia dalla struttura della scala, che derivanti dalla capacità di lettura dell'operatore; esempio:
- numero di digit (quando lo strumento è digitale);
- valore dell'unità di formato, lunghezza della gradazione e dimensione dell'indice (quando lo strumento è analogico);
- errore di parallasse;
- capacità dell'operatore nel determinare la posizione dell'indice nella scala graduata.

### Limitazioni del misurando
Le limitazioni del misurando sono quelle che derivano da limiti fisici della misura o da condizioni di contorno. Le fonti di queste limitazioni sono normalmente fuori del campo di intervento dell'operatore e costituiscono un limite irrisolvibile alla misura; esempio:
- presenza di piccoli disturbi elettrici o campi magnetici;
- presenza del rumore di fondo elettrico;
- effetti quantistici sulla indeterminazione della misura.

## Errore di risoluzione
Il mancato rilievo di una variazione del misurando, dovuto ai limiti sopra accennati, costituisce un errore di misura noto come errore di risoluzione ed è un elemento nella valutazione dell'incertezza di misura.
Quantificare correttamente l'errore di risoluzione di una misura richiede un'analisi in due fasi:
1. a priori, valutando prima dell'esecuzione delle misure i limiti alla risoluzione dovuti a limiti fisici, struttura del visualizzatore ed errori noti di risoluzione dello strumento;
2. sul campo, osservando durante la misura la presenza di instabilità, discontinuità nella visualizzazione e altro, che possa indicare la presenza di limiti alla risoluzione non documentati.

L’errore di risoluzione di uno strumento è la risoluzione che avrebbe lo strumento nelle condizioni ottimali d'utilizzo. Nella valutazione di quest'ultimo si ritengono ininfluenti fattori esterni dovuti al misurando, all'ambiente o all'operatore; in questo senso la risoluzione di uno strumento rappresenta l'incertezza della lettura dello stesso, da non confondere con l'incertezza di misura strumentale (che deve tenere conto anche degli altri parametri metrologici).
Una corretta valutazione della risoluzione strumentale richiederebbe una specifica analisi da parte di un laboratorio specializzato, che assicuri:
- l'ottimale controllo delle condizioni di contorno;
- strumentazione campione adeguata;
- una buona conoscenza del principio di funzionamento degli strumenti;
- devono avere la '’propria'’ incertezza di misura inferiore di almeno un ordine di grandezza, rispetto alla risoluzione attesa dello strumento in esame.

## Valutazione quantitativa
Come già accennato, una quantificazione rigorosa dell'errore di risoluzione richiederebbe un'analisi lunga (e costosa). Fortunatamente, nella pratica, vengono a favore le seguenti considerazioni:
1. la "limitazione alla risoluzione" di valore più elevato rende "irrisolvibile" tutte le altre, pertanto è sufficiente trovare questa per conoscere l'errore di risoluzione del sistema di misura;
2. per una certa applicazione, le limitazioni che possono risultare significative sono poche e sempre le stesse;
3. il controllo empirico sul campo, durante l'esecuzione delle misure, evidenzia quale può essere l'errore di risoluzione del sistema di misura.

Di seguito vengono esposte alcune regole utili per la valutazione dell'errore di risoluzione.

### Lettura strumenti digitali
Gli strumenti digitali  operano una discretizzazione delle misure, cioè, partendo da un segnale d'ingresso analogico, lo trasformano in un formato numerale. Risulta evidente che la discretizzazione di una misura costituisce un limite alla sua risoluzione. L'esempio classico di questi dispositivi sono gli indicatori digitali con visualizzazione numerica.
L'errore di risoluzione nella lettura di uno strumento digitale è normalmente pari al valore del digit meno significativo della sua visualizzazione.
Esempio: un voltmetro a 4 digit, con fondo scala di 10 V, presenta un errore di risoluzione sulla lettura di 0,001 V.
Fanno eccezione i casi:
- quando il digit meno significativo varia con incremento diverso da 1 (tipici sono gli incrementi di 2 in 2, o 5 in 5), in tal caso la risoluzione sulla lettura è pari al valore dell'incremento;
- che si facciano dei rilievi durante la transizione di valore del digit, su un misurando di cui si è certi che vari molto lentamente, in tal caso la risoluzione della lettura sarà di una frazione di digit, dipendente dalla velocità di lettura dello strumento e dalla massima velocità di variazione del misurando.

### Lettura strumenti analogici
L'errore di risoluzione nella lettura di uno strumento analogico dipende da:
- il valore dell'unità di formato;
- dalla lunghezza della gradazione;
- dimensione dell'indice;
- dalla capacità di lettura dell'operatore.

In linea di massima si può definire che il limite teorico è:
Eris = Idim / Glun x Ufor
dove:
Eris = errore di risoluzione della lettura
Idim = dimensione dell'indice
Glun = lunghezza della gradazione
Ufor = valore unità di formato
Esempio: per un manometro con unità di formato di 1 bar, distanza tra due gradazioni di 5 mm e indice di spessore 1 mm, il limite teorico della risoluzione è di 0,2 bar.
In pratica, malgrado l'uso di ausili ottici (lenti, microscopi), la risoluzione di lettura di uno strumento analogico è fortemente limitata dalla capacità dell'operatore a discernere le frazioni della gradazione, nonché dall'errore di parallasse che si può generare (indice e scala graduata non si trovano sull'identico piano). Sebbene del personale addestrato possa discernere 1-2 micron leggendo un micrometro dotato di un nonio centesimale (unità di formato 10 micron), difficilmente un operatore generico ha la capacità di distinguere con sicurezza spostamenti di 1 mm quando l'indice è distante dalle tacche della scala.
A regolare la soggettività di queste considerazioni, alcune norme di attività o per strumenti (es. manometri o dinamometri) definiscono specificamente come calcolare la risoluzione di lettura. In tutti gli altri casi vale il buon senso e il principio di prudenza: nel dubbio, un operatore dovrebbe essere almeno capace di discernere a quale tacca l'indice è più vicino, in tal caso la risoluzione di lettura diventa pari all'unità di formato.
Fanno eccezione i casi:
- quando l'indice è più grande della divisione della scala, in tal caso la risoluzione della lettura è un multiplo dell'unità di formato;
- quando si fanno delle misure nelle condizioni in cui vi è una coincidenza tra indice e tacca, in tal caso la risoluzione della lettura sarà uguale al limite teorico.

### Rumore di fondo e disturbi
Quando si effettuano misure, la visualizzazione può presentare instabilità non reputabili a reali variazioni del misurando. Questo problema è tipico della strumentazione elettronica, specie quando si lavora in campi di tensione molto bassi (<1 mV) o quando si richieda ad uno strumento risoluzioni molto elevate (< 0,1 del fondo scala). In queste condizioni gli indicatori possono leggere rumori di fondo della loro stessa elettronica o dei disturbi di fonte esterna.
Se questi disturbi non si riesce a schermarli o a filtrarli, l'instabilità che si riscontra sulla lettura costituisce un limite alla risoluzione della misura; in tal caso la risoluzione della lettura è definita pari all'ampiezza dell'oscillazione osservata.

### Limiti meccanici
Quando si usano strumenti dotati di componenti meccanici (aste, ingranaggi, leverismi, cremagliere) si possono riscontrare delle letture a scatti o impuntamenti. La causa più probabile di questi comportamenti è da ritenersi in un difetto di fabbricazione o un danneggiamento dello strumento; tuttavia quando si lavora con strumentazione molto sensibile, potrebbe anche indicare che lo strumento lavora ai limiti delle sue capacità meccaniche. In queste condizioni si possono già notare gli effetti dell'attrito, della deformazione elastica e dell'inerzia che impediscono alla meccanica coinvolta di "seguire" le variazioni del misurando.
Come già detto, una rigorosa valutazione di questi limiti alla risoluzione richiederebbe una specifica analisi da parte di un laboratorio specializzato. Fortunatamente, normalmente questi limiti sono di un ordine di grandezza più piccoli rispetto agli altri, e richiede solo una veloce verifica della risposta della visualizzazione al variare del misurando, per assicurarsi che questo problema risulti irrilevante.
Qualora il problema fosse rilevante, la risoluzione della lettura è definita pari al massimo "scatto" o "impuntamento" rilevato.

### Discretizzazione delle misure
Si è già accennato al problema del limite alla risoluzione dovuto alla discretizzazione degli strumenti digitali, insita nella lettura dei medesimi; ora è opportuno puntualizzare che questo è solo un aspetto del problema della discretizzazione delle misure. L'uso sempre più massiccio di strumentazione ad elettronica digitale estende le considerazioni fatte relativamente alla visualizzazione, alla "misura" nel senso più ampio.
Infatti, al di là del problema della visualizzazione, quasi tutti gli strumenti elettronici digitali operano una conversione analogico-digitale dei segnali, e conseguentemente creano un relativo errore di risoluzione. È importante notare che quest'errore è presente indipendentemente dalla presenza o dalle caratteristiche del visualizzatore adottato: un caso limite è uno strumento usato per acquisire misure da memorizzare su file, dove non c'è un vero e proprio visualizzatore, ma comunque vi è un errore di risoluzione dovuto alla discretizzazione del misurando.
Nella quasi totalità dei casi, la conversione analogica-digitale lavora su segnali elettrici che costituiscono o rappresentano (a seguito dell'uso di un trasduttore) il misurando. La conversione è eseguita da un circuito elettronico chiamato ADC (convertitore analogico-digitale), la cui principale caratteristica è la dimensione (in bit) del corrispondente valore digitale; quest'ultimo è indice della risoluzione della conversione:
un convertitore ADC da 10bit è in grado di codificare 1024 valori differenti (2^10) all'interno del campo di misura, un convertitore da 8bit è in grado di codificare 256 valori (2^8).
Pertanto, in linea di massima, si può calcolare l'errore di risoluzione della conversione analogica-digitale come:
{\displaystyle E_{ris}={\frac {V_{fs}}{2^{bit}}}}
(se si leggono segnali di una sola polarità)
{\displaystyle E_{ris}={\frac {2V_{fs}}{2^{bit}}}}
(se si leggono segnali sia positivi che negativi)
dove:
{\displaystyle E_{ris}} = errore di risoluzione della conversione
{\displaystyle V_{fs}} = fondo scala dello strumento
{\displaystyle bit} = lunghezza in bit del valore numerale.
Esempio: un voltmetro digitale dotato di un convertitore analogico-digitale da 8 bit, con fondo scala di 10 V, presenta un errore di risoluzione nella conversione di 0,04 V (se destinato a leggere solo segnali con polarità positiva) o 0,08 V (se destinato a leggere segnali sia positivi che negativi).
Analogamente, errori di risoluzione si generano anche in caso di conversione digitale-analogica: infatti, sebbene in teoria è possibile la perfetta trasformazione di un segnale digitale nell'equivalente analogico, il fatto stesso che si parta da un segnale discreto impedisce la possibilità di generare dei segnali di valore arbitrario. Il circuito elettronico chiamato a questa conversione è chiamato DAC (convertitore digitale-analogico).
Si possono così prevedere tre casi generali:
1. strumenti A/D, strumenti che provvedono ad una conversione di un segnale analogico rappresentante il misurando, per visualizzarlo e memorizzarlo in formato digitale (es. gli indicatori digitali o gli acquisitori di misura);
2. strumenti D/A, strumenti che provvedono a generare un segnale analogico, partendo dal relativo comando in formato digitale (come nei generatori di funzione o nei calibratori usati per la taratura della strumentazione);
3. strumenti A/D/A, strumenti che eseguono operazioni (filtraggi, amplificazioni, conversioni, memorizzazioni) su segnali analogici, dopo averli convertiti in formato numerale, per poi renderli nuovamente disponibili in formato analogico (es. alcuni condizionatori di segnali o nei registratori di misura).

In assenza di precise indicazioni del costruttore, l'errore di risoluzione può essere misurato in laboratorio variando lentamente il misurando, e rilevando il salto nella visualizzazione dovuto alla discretizzazione.

### Contributo all'incertezza di misura
Come già accennato, l'errore di risoluzione costituisce un contributo all'incertezza di misura. Con la pubblicazione della ISO-GUM e la diffusione dell'approccio statistico nella determinazione della precisione delle misure, la risoluzione viene espressa quantitativamente in termini di dispersione dei risultati di misura.
Questa caratteristica metrologica rende "invalutabile" il misurando per un certo campo di misura; questo comportamento è rappresentabile con una distribuzione rettangolare della dispersione degli errori, attorno al valore di misura letto. Pertanto il contributo d'incertezza è valutato come la semiampiezza dell'errore di risoluzione diviso radice 3, cioè:
{\displaystyle I_{ris}={\frac {E_{ris}}{2{\sqrt {3}}}}}
dove:
{\displaystyle E_{ris}}= errore di risoluzione
{\displaystyle I_{ris}} = contributo d'incertezza dell'errore di risoluzione.
Nota. Nel caso espresso sopra, l'incertezza è espressa con un coefficiente di confidenza "1" (pari a circa il 68 % dei casi); ma, normalmente, nei documenti le incertezze vengono espresse con coefficiente di confidenza "2" (pari a circa il 95 % dei casi).